# Campionati del mondo di ciclismo su pista 1963
I Campionati del mondo di ciclismo su pista 1963 (en.: 1963 UCI Track World Championships) si svolsero a Rocourt, in Belgio.

## Medagliere
| #      | Nazione          | Oro | Argento | Bronzo | Totale |
| ------ | ---------------- | --- | ------- | ------ | ------ |
| 1      | Belgio           | 4   | 2       | 1      | 7      |
| 2      | Unione Sovietica | 2   | 2       | 2      | 6      |
| 3      | Italia           | 2   | 2       | 0      | 4      |
| 4      | Regno Unito      | 1   | 0       | 1      | 2      |
| 5      | Paesi Bassi      | 0   | 1       | 1      | 2      |
| 6      | Germania Est     | 0   | 1       | 0      | 1      |
| 6      | Germania Ovest   | 0   | 1       | 0      | 1      |
| 8      | Francia          | 0   | 0       | 2      | 2      |
| 9      | Svizzera         | 0   | 0       | 1      | 1      |
| 9      | Danimarca        | 0   | 0       | 1      | 1      |
| Totale | Totale           | 9   | 9       | 9      | 27     |

## Sommario degli eventi
| Eventi                            | Oro                                                                                     | Prestazione | Argento                                                                                 | Prestazione | Bronzo                                                                | Prestazione |
| Uomini Professionisti             |                                                                                         |             |                                                                                         |             |                                                                       |             |
| Velocità dettagli                 | Sante Gaiardoni Italia                                                                  |             | Antonio Maspes Italia                                                                   |             | Jos De Bakker Belgio                                                  |             |
| Inseguimento individuale dettagli | Leandro Faggin Italia                                                                   |             | Peter Post Paesi Bassi                                                                  |             | Henk Nijdam Paesi Bassi                                               |             |
| Derny dettagli                    | Leo Proost Belgio                                                                       |             | Paul Depaepe Belgio                                                                     |             | Robert Varnajo Francia                                                |             |
| Uomini Dilettanti                 |                                                                                         |             |                                                                                         |             |                                                                       |             |
| Velocità dettagli                 | Patrick Sercu Belgio                                                                    |             | Sergio Bianchetto Italia                                                                |             | Pierre Trentin Francia                                                |             |
| Inseguimento individuale dettagli | Jan Walschaerts Belgio                                                                  |             | Stanislav Moskvin Unione Sovietica                                                      |             | Hugh Porter Regno Unito                                               |             |
| Inseguimento a squadre dettagli   | Unione Sovietica Arnold Belgardt Sergeï Teretschenkov Stanislav Moskvin Leonid Kolumbet |             | Germania Ovest Lothar Claesges Clemens Grossimlinghaus Karl-Heinz Henrichs Ernst Streng |             | Danimarca Deut Hansen Preben Isaksson Leif Larsen Kurt Kurt Vid-Stein |             |
| Derny dettagli                    | Romain De Loof Belgio                                                                   |             | Karl-Heinz Matthes Germania Est                                                         |             | Uli Cuginbuhl Svizzera                                                |             |
| Donne                             |                                                                                         |             |                                                                                         |             |                                                                       |             |
| Velocità dettagli                 | Galina Ermolaeva Unione Sovietica                                                       |             | Irina Kiritchenko Unione Sovietica                                                      |             | Valentina Savina Unione Sovietica                                     |             |
| Inseguimento individuale dettagli | Beryl Burton Regno Unito                                                                |             | Yvonne Reynders Belgio                                                                  |             | Lyubov Rjabchenko Unione Sovietica                                    |             |